# Cynthia Gibb
 (mai 2018).
Pour les articles homonymes, voir Gibb.
Cynthia Gibb est une actrice  mannequin et chanteuse américaine, née le 14 décembre 1963 à Burlington dans le Vermont.

## Biographie
Elle a grandi à Westport (Connecticut) dans le Connecticut. A l'âge de 14 ans elle est découverte par l'agence Ford de New York.

## Filmographie

### Cinéma
- 1980 : Stardust Memories : Une jeune fille
- 1986 : Youngblood : Jessie Chadwick
- 1986 : Salvador : Cathy Moore
- 1986 : Modern Girls : Cece
- 1987 : Malone, un tueur en enfer (Malone) : Jo Barlow
- 1988 : Sur le fil du scalpel : Chris Moscari
- 1988 : Appelez-moi Johnny 5 (Short Circuit 2) : Sandy Banatoni
- 1990 : Coups pour coups (Death Warrant) : Amanda Beckett
- 2002 : Full Frontal : Une femme enceinte
- 2008 : Beautiful Loser : Bonnie adulte

### Télévision

#### Séries télévisées
- 1981 - 1983 : C'est déjà demain (Search for Tomorrow) : Susan Martin #2
- 1983 - 1987 : Fame : Holly Laird (saisons 3 à 5 - invitée saison 6, épisode 24)
- 1990 : Jack Killian, l'homme au micro (Midnight Caller) : Willi (saison 2, épisode 18)
- 1990 : Les Contes de la Crypte (Tales from the Crypt) : Lorelei Phelps (saison 2, épisode 13)
- 1994 - 1995 : Madman of the People : Meg Buckner
- 1995 - 1997 : Deadly Games : Lauren Ashborne
- 1997 : Superman, l'Ange de Metropolis (Superman: The Animated Series) : Trish Mills (saison 2, épisode 21)
- 2000 : This Is How the World Ends : Nicole Van Dyke (pilote de série)
- 2001 : Amy (Judging Amy) : Irène Kraft (saison 2, épisode 18)
- 2002 : Division d'élite (The Division) : Donna Packard (saison 2, épisode 8)
- 2004 : New York, unité spéciale (Law & Order: Special Victims Unit) : Karen Campbell (saison 5, épisode 24)
- 2005 : Missing : Disparus sans laisser de trace (1-800-Missing) : Dr. Susan Reynolds (saison 3, épisode 11)
- 2006 : Sept à la maison (7th Heaven) : Betsey (saison 11, épisode 10)
- 2008 : FBI : Portés disparus (Without a Trace) : Tracie Duncan (saison 7, épisode 4)
- 2009 : Esprits criminels (Criminal Minds) : Kathy Gray (saison 4, épisode 13)

#### Téléfilms
- 1989 : The Karen Carpenter Story : Karen Carpenter
- 1989 : When We Were Young : Ellen Reese
- 1992 : La belle et le casse-cou (Drive Like Lightning) : Ginger
- 1992 : Diagnostic : Meurtre (Diagnosis of Murder) : Dr. Amanda Bentley
- 1992 : The House on Sycamore Street : Dr. Amanda Bentley
- 1993 : A Twist of the Knife : Dr. Amanda Bentley
- 1993 : Gypsy : Rose Louise adulte / Gypsy Rose Lee
- 1994 : La victime (Sin & Redemption) : Billie Simms
- 1994 : La Mort au bout du chemin (Fatal Vows: The Alexandra O'Hara Story) : Alexandra O'Hara
- 1996 : Un Noël inoubliable (Holiday Affair) : Jodie Ennis
- 1997 : Le Réveil du volcan (Volcano: Fire on the Mountain) : Kelly Adams
- 1997 : Les flèches de l'amour (Love-Struck) : Emily Vale
- 1997 : Obsédée par le jeu (High Stakes)  : Annie
- 1998 : Tremblement de terre à New York (Earthquake in New York) : Laura Rykker
- 2001 : Sur les traces de Little Flower (The Wandering Soul Murders) : Jill Dempsey
- 2001 : Instincts criminels (A Colder Kind of Death) : Jill Dempsey
- 2001 : Judy Garland, la vie d'une étoile (Life with Judy Garland: Me and My Shadows): La narratrice (voix)
- 2002 : Un Noël en famille (Mary Christmas) : Mary Maloney
- 2003 : Crime passionnel (A Crime of Passion) : Frederica Dumay
- 2007 : Les Deux Visages de Christie (Christie's Revenge) : Miranda Colton
- 2007 : Une vie brisée (Demons from Her Past) : Marilyn Baxter
- 2007 : Perdues dans la tourmente (A Family Lost) : Valerie Williamson
- 2007 : Un Noël inattendu / Joyeux Noël ... Papa et Maman ! (An Accidental Christmas) : Victoria « Vicky » Wright
- 2008 : Total Éclipse : La Chute d'Hypérion (Fall of Hyperion) : Jenni Hansen
- 2009 : Accusée à tort (Accused at 17) : Jacqui Madler
- 2010 : Une nounou pour Noël (A Nanny for Christmas) : Samantha Ryland
- 2011 : Mon plus beau Noël / Le plus beau des cadeaux (My Dog's Christmas Miracle) : Madeline Walters
- 2013 : Le Pacte des tricheuses (The Cheating Pact) : Brenda Marshall
- 2015 : Le pays de Noël (Christmas Land) : Elaine Nickerson
- 2016 : Caged No More : Lottie
- 2016 : Noël à la télévision (Broadcasting Christmas) : Patrice Montgomery
- 2017 : Dans les griffes de mon sauveur (Stalker's Prey) : Sandy Wilcox
- 2017 : La petite boutique de Noël (Sharing Christmas) : Helen MacLaine
- 2020 : Ivy & Mistletoe : Mary Anderson
- 2020 : Christmas on the Menu : Shannon Jennings

## Récompenses et Nominations

### Nominations
- 1994 : 51e cérémonie des Golden Globes
  - Meilleure actrice dans un second rôle dans une série, une mini-série ou un téléfilm pour le rôle de Louise / Gypsy Rose Lee dans Gypsy